# Еретријска школа
Еретријска школа или Елидо-Еретријанска школа је једна од филозофских школа у Анатичкој Грчкој, која је наставила линију школе из Елиде, коју је основао Федон и коју је у Еретрију пренео његов ученик Менедем. Менедем из Еретрије и Асклепијад, који је учио код Федонових ученика Анхипила и Мосха, као и код мегарског дијалектичара Стилпона, пренео је Федонову школу из Елиде у Еретрију, па отуда њено двоструко име.
Школа је престала да постоји убрзо након Менедемове смрти (3. век пре нове ере), тако да се врло мало зна о њеним начелима. Федон је био Сократов ученик, и Платон је један од његових дијалога назвао по њему (Федон), али је из дијалога немогуће разазнати његову доктрину. Менедем је био ученик Стилпона пре него што је постао Федонов ученик; У каснијим временима, ставови његове школе често се повезују са мегарском школом. Менедемов пријатељ и колега у еретријској школи био је Асклепијад из Флиунта.
Попут Мегаријанаца, веровали су у индивидуалност „Добра“, порицали плуралитет врлине и било какву разлику између Добра и Истине. Цицерон наводи да су све добро концентрисали у разуму и у оштрини ума који препознаје истину. Они нису признавали да се истина може извести из категорички негативних судова и прихватали су само позитивне судове, и то само оне једноставне.